# Municipio de Amherst (Iowa)
El municipio de Amherst (en inglés: Amherst Township) es un municipio ubicado en el condado de Cherokee en el estado estadounidense de Iowa. En el año 2010 tenía una población de 745 habitantes y una densidad poblacional de 7,91 personas por km².

## Geografía
El municipio de Amherst se encuentra ubicado en las coordenadas 42°46′44″N 95°48′0″O / 42.77889, -95.80000. Según la Oficina del Censo de los Estados Unidos, el municipio tiene una superficie total de 94.21 km², de la cual 94,21 km² corresponden a tierra firme y (0 %) 0 km² es agua.

## Demografía
Según el censo de 2010, había 745 personas residiendo en el municipio de Amherst. La densidad de población era de 7,91 hab./km². De los 745 habitantes, el municipio de Amherst estaba compuesto por el 98,52 % blancos, el 0,4 % eran amerindios, el 0,4 % eran asiáticos y el 0,67 % eran de una mezcla de razas. Del total de la población el 0,54 % eran hispanos o latinos de cualquier raza.